# Sofia Fränkl

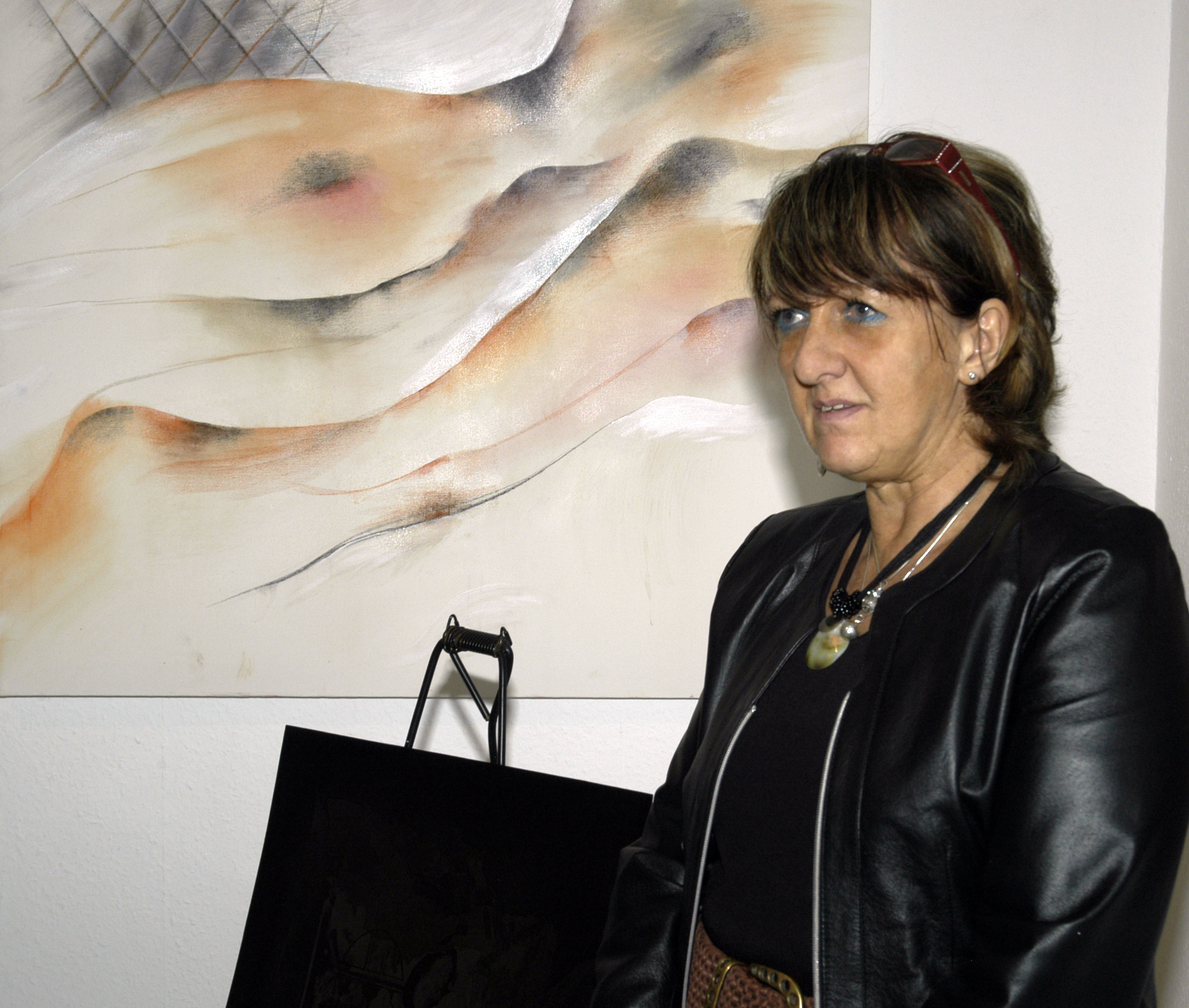
Sofia Fränkl

Sofia Fränkl (* 20. Jahrhundert in Arad, Siebenbürgen) ist eine deutsch-ungarische Grafikerin, Malerin und Kupferstecherin.

## Leben
Fränkl erhielt einen Abschluss mit Diplom an der Akademie der Bildenden Künste in Temeswar und in Bukarest. Bis 1991 lebte sie in Bukarest, danach ließ sie sich in Nürnberg nieder. Dort eröffnete sie 1996 eine eigene Kunstgalerie. Seit 1998 unterstützt sie das Programm „Lebendiges Museum“ des Albrecht-Dürer-Hauses in Nürnberg. Sie demonstriert Bearbeitungen mit dem Grabstichel an Kupferplatten und zeigt alte Vervielfältigungstechniken aus Dürers Zeiten.

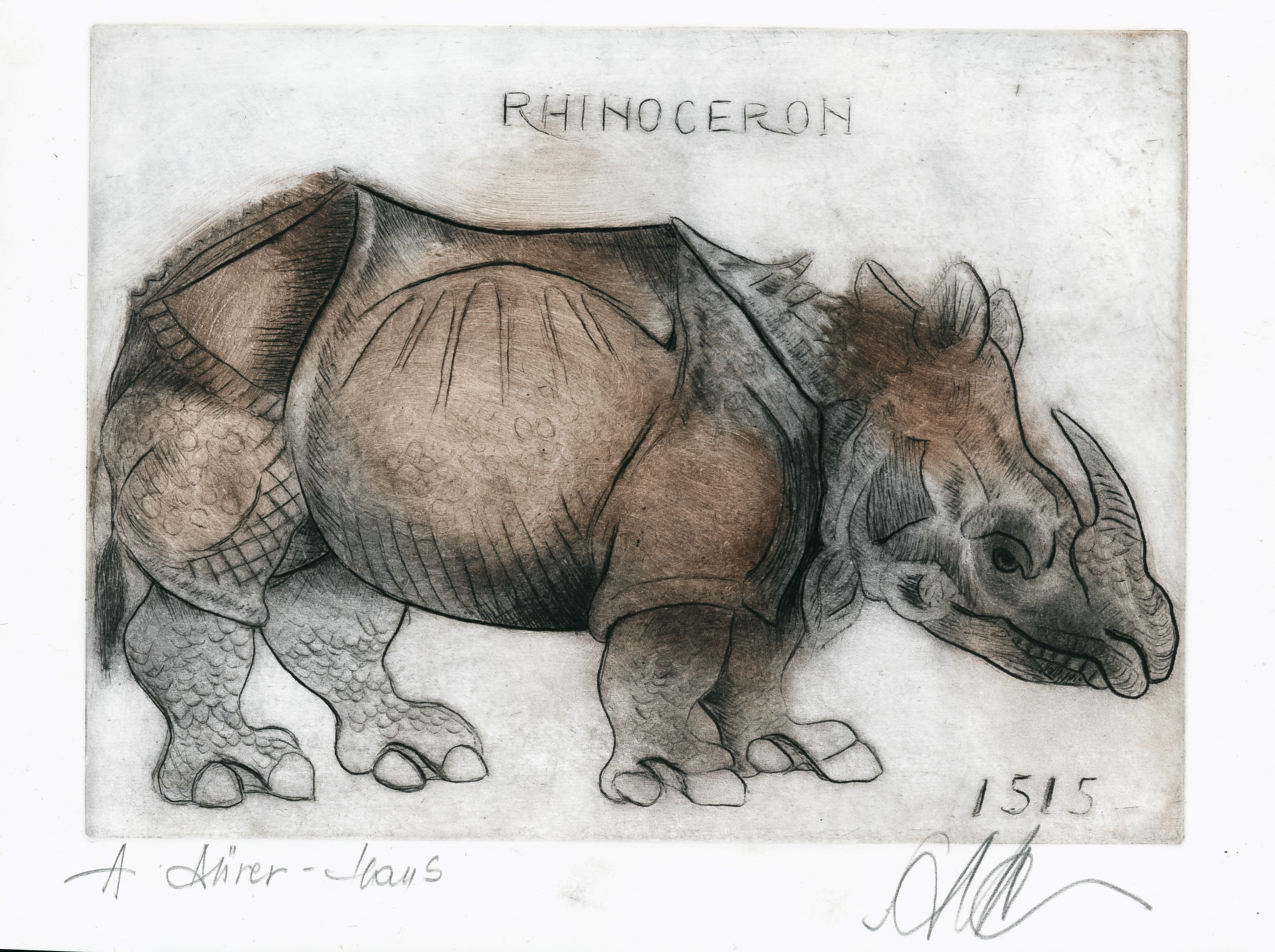
Kupferstich nach Albrecht Dürer von Sofia Fränkl

## Ausstellungen
- 1978 – Kanagawa, Nagasaki, Tokio
- 1980 – Antwerpen, Barcelona
- 1982 – Detroit, Toronto
- 1988, 1989 – Akademie de Roumanie, Rue de L’exposition in Paris
- 1988, 1989 – Akademia della Romania, Via Giulia in Rom
- 1998 – Internationale Institut für Kultur in Köln

Dauerausstellung in Atelier Galerie im Albrecht Dürer Hof in Nürnberg

## Auszeichnungen
Einladungen 1976 und 1978 zur Internationalen Biennale für Druckgrafik in Krakau.